# Миллер, Константин Константинович
Константи́н Константи́нович Ми́ллер (1836—1911) — русский государственный деятель, Плоцкий и Петроковский губернатор, сенатор. Тайный советник.

## Биография
Родился 28 апреля (10 мая) 1836 года. Происходил из потомственных дворян Санкт-Петербургской губернии; отец — Константин Иванович Миллер, мать — Екатерина Ивановна.
Воспитывался во 2-м кадетском корпусе, откуда был выпущен офицером в 1855 году.
В 1855 году находился в составе войск Балтийского корпуса, охранявших берега Лифляндии, в 1863—1864 годах принимал участие в военных действиях против польских мятежников.
В 1865 году оставил военную и перешёл на гражданскую службу, в губернии Царства Польского. В 1866—1879 годах состоял в должности комиссара по крестьянским делам Островского уезда Ломжинской губернии, а с 1879 по 1884 год занимал должность непременного члена Плоцкого по крестьянским делам присутствия. Занимая эту должность, в 1883 году был командирован с 85 войтами гмин губерний Царства Польского, по одному от каждого уезда, в Москву для присутствия при короновании Александра III.
В 1884 году был назначен состоять в распоряжении Варшавского генерал-губернатора, а через год назначен Келецким вице-губернатором, в 1887 году — Плоцким губернатором, а в 1890 году переведён на ту же должность в Петроковскую губернию. С 1890 по 1903 год ему вверялась охрана лесов, окружавших царскую усадьбу Спала, во время пребывания в ней императора Александра III и Николая II, причем ему был подчиняем в полицейском отношении и Опоченский уезд Радомской губернии.
11 августа 1904 года был пожалован званием сенатора с назначением в состав 1-го департамента, но в 1905 году в уважении к слабости зрения переведен в первое общее собрание Сената.
Был награждён высшими орденами российской империи до ордена Белого орла, пожалованного 6 декабря 1902 года.
Скончался 2 (15) июня 1911 года в Петербурге. Оставил неопубликованный дневник и воспоминания о службе в Польше в 1863—1895 годах.

## Семья
Жена — Анна Михайловна (Александра Михалина Анна Доминиковна) Концевич (1841—1893)                                               
Дети:
- Борис Константинович Миллер (1868—1934). Окончил Императорский Санкт-Петербургского университета, статский советник, постоянный член Тверского отделения Крестьянского земельного банка. Репрессирован, расстрелян в тюрьме[2].
- Константин Константинович Миллер (1869—1922, Плоцк), юрист. Окончил Варшавский университет. Служил в Польше, во время русско-японской войны был призван на военную службу и отправлен на Дальний Восток. В 1905 году назначен окружным прокурором на Китайскую Восточную железную дорогу с местожительством в Харбине. Получил от японского императора орден Восходящего Солнца за быстрое раскрытие дела об убийстве Ито Хиробуми — министра иностранных дел Японии. Его жена — Вера Николаевна Еракова (1877—1966), дочь Н.П.Еракова, сенатора, председателя Иркутской судебной палаты. 
  - Внучка — Вера Константиновна Ефанова (Миллер; 1909, Харбин–2006, Москва) — переводчица, писательница, автор мемуарной книги «Домой с черного хода»[3], в которой описала свое возвращение в Россию из эмиграции в Китае. Ее дочери: Татьяна (1935—1959), Ника (род. 1944), Ирина (род. 1946).
- Ольга Константиновна Миллер, а замужестве Менкина (1873— после 1934). Ее муж — Евгений Васильевич Менкин  (1861—после 1918), директор Департамента духовных дел иностранных вероисповеданий МВД, тайный советник, сенатор.  В 1934 году Ольга Константиновна и ее дочь — Елена Евгеньевна Менкина (род. 20.08.1901, Варшава) были арестованы по делу «евлогиевцев»[4].

## Награды
- Высочайшая благодарность за полувековую усердную и отличную службу (11.07.1905).